# Das Ehepaar Morbilli

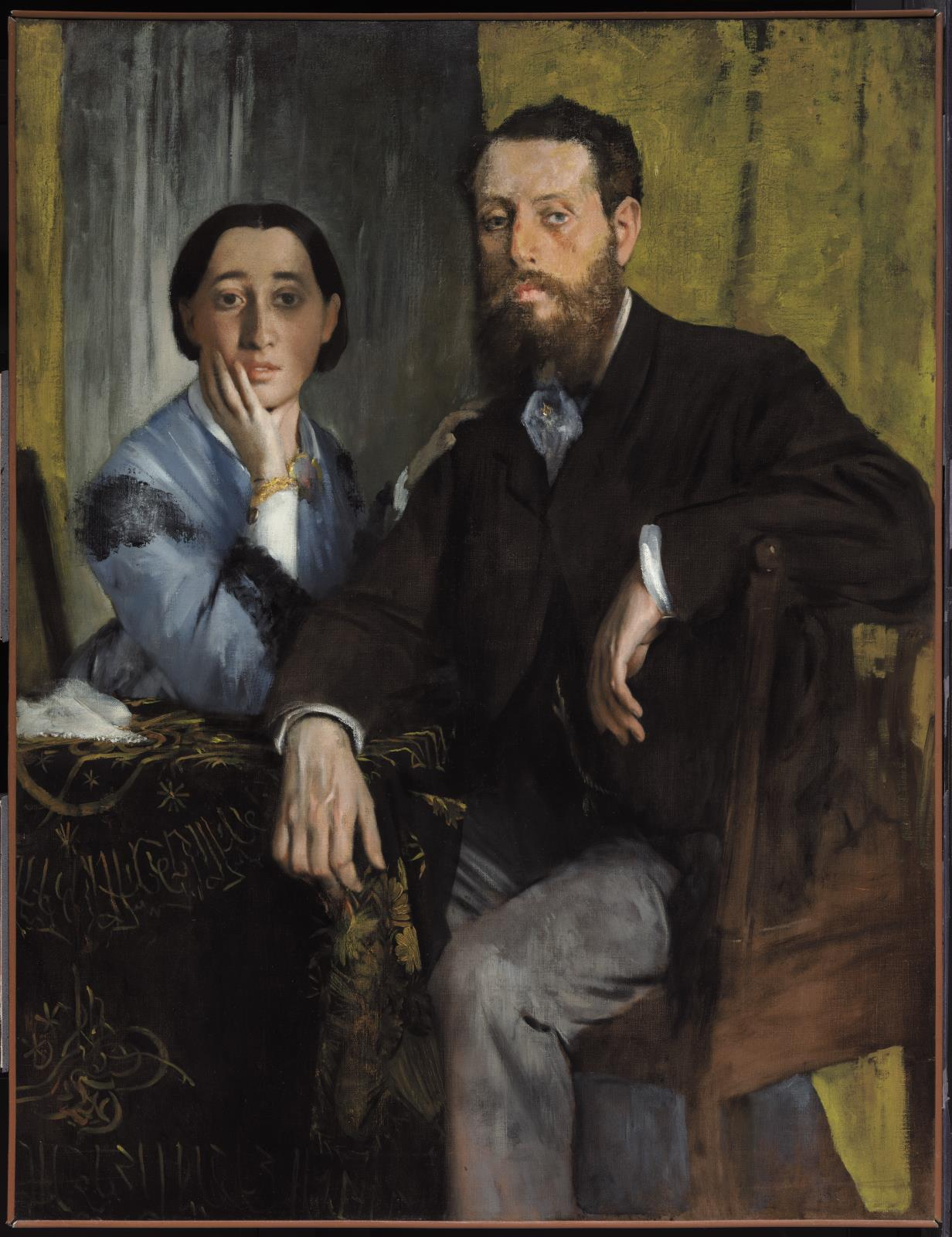
Edgar Degas: Das Ehepaar Morbilli

Das Ehepaar Morbilli (auch M. et Mme. Edmondo Morbilli) ist ein Gemälde von Edgar Degas. Das um 1865 entstandene Werk hat eine Höhe von 116,5 cm und eine Breite von 88,3 cm. Es befindet sich im Museum of Fine Arts, Boston als Schenkung von Robert Treat Paine II.

## Hintergrund

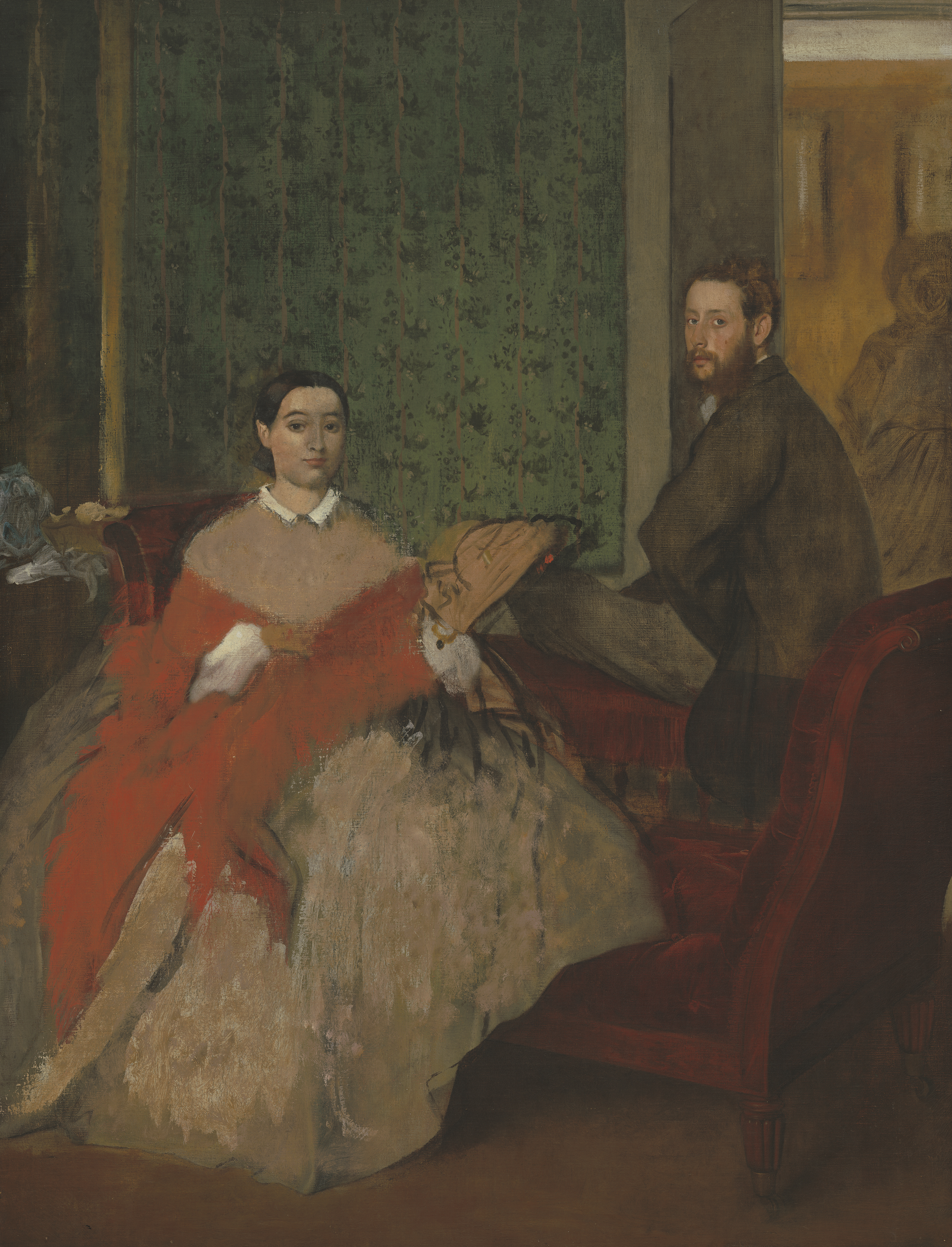
Edgar Degas: Edmondo und Thérèse Morbilli, um 1865 (Erste Fassung)

Um 1895 schuf Degas zwei Porträts seiner Schwester Thérèse mit ihrem Mann Edmondo Morbilli. Dieser war ein Cousin ersten Grades und Sohn seiner verarmten, 1805 verstorbenen Tante Rose Adelaide (Degas) Morbilli, Herzogin von S. Angelo a Frosolone. Degas hatte in Öl hatte zunächst ein etwas zwangloseres Porträt des Ehepaars in einem ausgearbeiteteren Interieur begonnen. Dargestellt war seine Schwester in einem frühen Stadium ihrer Schwangerschaft. Nachdem sie ihr Kind verloren hatte, entschloss sich Degas zu einem neuen Porträt des Paars. Er wählte nun eine formellere Darstellung der beiden. Während Edmondo Morbilli in den Vordergrund gerückt ist, sitzen beide nebeneinander und „tragen den Verlust mit Würde“, schrieb Jean Sutherland Boggs.

## Rezeption
Das Morbilli-Familienporträt nimmt in Degas’ Werk eine wichtige Stellung ein, schrieb Tobia Bezzola. Hier würde sich der Maler von kompositorischen und malerischen Konventionen lösen und sich subtile, aber prononcierte Aussagen über die Modelle erlauben. Er kontrastiert den Garten und abschätzigen Blick Edmondo Morbillis mit der ratlosen, zugleich Schutz suchenden und sich distanzierenden Haltung seiner Schwester. Materielle Not und Kinderlosigkeit hätten die sehr belastet, deren Spannungen Degas nicht dramatisiert, aber ebenso nicht verschleiert.

## Provenienz
Das Porträt befand sich im Nachlass des Malers und gelangte in die Sammlung seines Bruders René de Gas. Über die Pariser Kunsthandlung Druot gelangte es 1927 in die Galerie F. Wildenstein & Co. in New York. Dort wurde es vom Sammler und Mäzen Robert Treat Paine II erworben, der es 1931 dem Museum of Fine Arts, Boston als Schenkung übereignete.

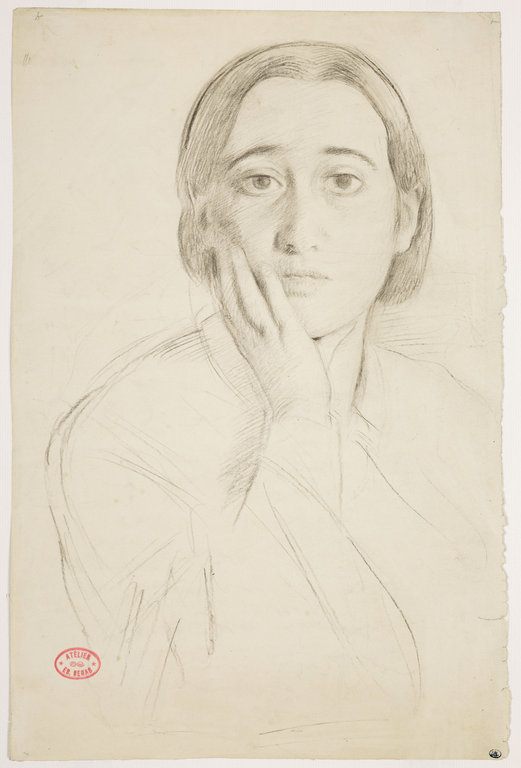
Edgar Degas: Studie von Thérèse Degas-Morbilli
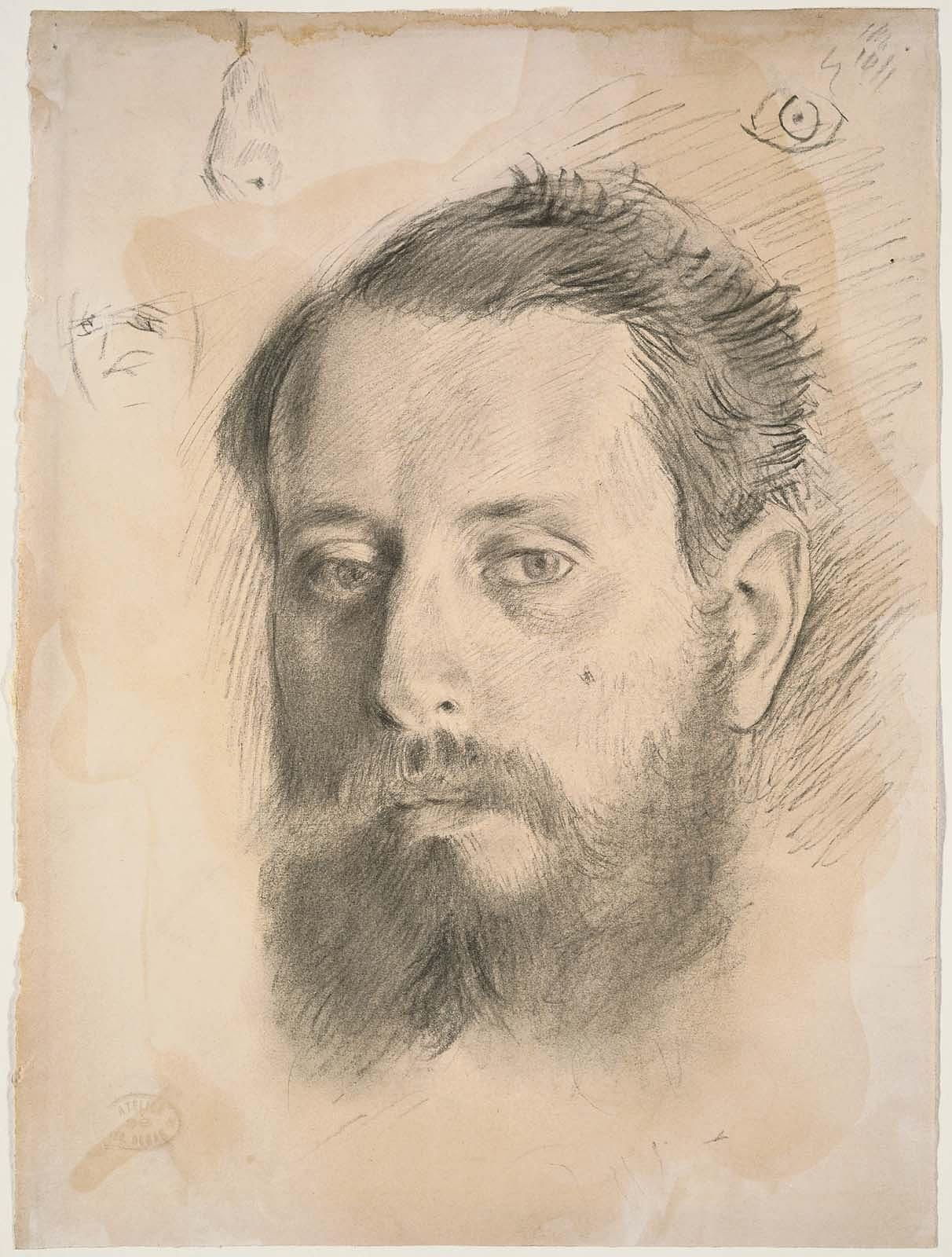
Degas: Studie von Edmondo Morbilli
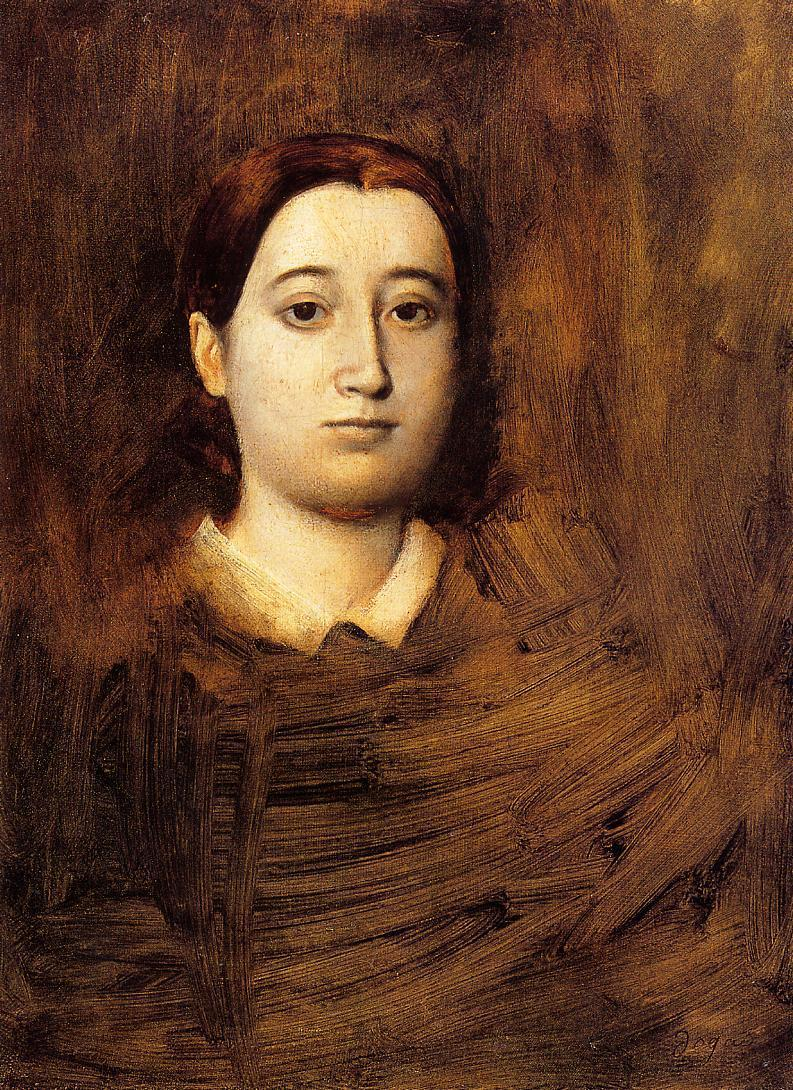
Degas: Porträt der Madame Edmondo Morbilli